# Hammersmith and Fulham
Hammersmith and Fulham (London Borough of Hammersmith and Fulham) is een Engels district of borough in de regio Groot-Londen, gelegen in het centrale deel van de metropool. De borough telt 182.998 inwoners. De oppervlakte bedraagt 16 km².
Van de bevolking is 10,5% ouder dan 65 jaar. De werkloosheid bedraagt 5,0% van de beroepsbevolking (cijfers volkstelling 2001).

## Wijken in Hammersmith and Fulham
- Fulham
- Hammersmith
- Sands End
- Shepherd's Bush
- White City

## Partnersteden
- Anderlecht
- Boulogne-Billancourt
- Neukölln